# Casal Català de Brussel·les
El Casal Català de Brussel·les és una organització social de Bèlgica que, adscrita a la xarxa de Casals Catalans, actua en els àmbits d'unió dels ciutadans catalans i dels catalanoparlants residents en aquest estat europeu i també promou la realitat sociocultural de Catalunya. Fundat el 1930 i atesa la seva situació a Brussel·les, capital política europea, té també l'objectiu de defensar la identitat catalana i de projectar a l'exterior la cultura catalana.
El Casal Català de Brussel·les fou fundat el 6 de desembre de 1930 per un nucli d'exiliats a Brussel·les encapçalats pel que posteriorment esdevendria president de la Generalitat de Catalunya, Francesc Macià i Llussà i l'escriptor i polític Bonaventura Gassol i Rovira, arran dels Fets de Prats de Molló del 1926. Des d'aquesta ciutat, Macià i Llussà continuà la seva tasca política d'oposició a la dictadura espanyola de Miguel Primo de Rivera, fins que, el febrer del 1931, el govern autoritzà el seu retorn a Catalunya.
Juntament amb el butlletí Catalunya a Bèlgica, la revista del Casal Català publicada durant la dècada del 1930 fou una de les primeres publicacions de la premsa catalana a Bèlgica. Durant els seus inicis també desenvolupà tasques de cultura popular com ballades de sardanes i actuacions de cobla. Els anys següents, actuà com a motor de cohesió entre diversos catalans, tant de l'esfera política, com cultural i civil, que van haver d'exiliar-se per la repressió exercida per la dictadura franquista espanyola i, més tard, en la cerca d'oportunitats laborals arran de l’adhesió de l’Espanya a la Comunitat Econòmica Europea. Pel que fa a la dinamització lingüística, a l'inici del curs 1987-1988 començà a impartir cursos de català a quitxalla d'educació primària i secundària.
D'ençà del xxi, històricament s'ha convertit també en l'entitat que s'encarrega de vestir de pastoret i amb barretina l'estatueta del Manneken Pis amb motiu de la Diada Nacional de Catalunya. A finals de la dècada del 2010, l'activitat de l'entitat es distribuïa en prop d'una quinzena d'activitats anuals i hostatjava una Penya Blaugrana de suport al FC Barcelona, un esplai per a infants, trobades informals entre setmana després de treballar, una coral i cursos d'aprenentatge de català i d'occità aranès.
D'ençà de la constitució de l'Espai Valencià a Bèlgica, ambdues entitats han col·laborat en activitats i accions de promoció cultural i lingüística per estrènyer vincles i promoure l'agermanament catalanovalencià.